# تقی‌الدین مقریزی
تقی‌الدین مقریزی (۱۳۶۴-۱۴۲۲) (نسب کامل: تقی‌الدین ابوالعباس احمد بن علی بن عبدالقادر بن محمد مَقریزی) تاریخ‌نگار برجستهٔ مصری در دورهٔ مملوکی بود.

## زندگی
پدر مَقریزی، از محله‌ای به‌نام مَقارزه از بعلبک بود که به مصر مهاجرت کردند. تقی‌الدین در ۱۳۶۴/ ۷۷۶ در قاهره به‌دنیا آمد. ابتدا به پیروی پدربزرگش حنفی بود، اما پس از درگذشت او به فقه شافعی روی آورد. سپس به مذهب ظاهری گرایش پیدا کرد. در سال ۱۳۸۷/ ۷۸۹ به حج رفت. آنجا از علمای حجاز علم آموخت و پس از بازگشت از حج، قاضی شافعیان مصر شد. به منصب محتسب قاهره و منطقه دلتا نیز رسید. واعظ مسجد عمرو عاص شد و پیشوای مسجد حاکم گشت. مدرس حدیث در مدرسهٔ مؤیدیه نیز برگزیده شد. پس از سال ۸۷۰ قمری، در خانه‌اش برنشسست و به تألیف همت گماشت. در سال ۱۴۳۱/ ۸۳۴ دوباره همراه خانوده‌اش به حج رفت. مقریزی پس از یک دوره بیماری طولانی، در ۲۷ رمضان ۸۴۵ در قاهره درگذشت.

## آثار
مقریزی آثار زیادی از خود برجای گذاشت، برخی از آثار او بدین قرارند:
- المواعظ و الاعتبار بذکر الخطط و الآثار: مشهور به خطط
- السلوک لمعرفة دول الملوک
- النزاع و التخاصم فی ما بین بنی امیة و بنی هاشم
- اغاثة الامة بکشف الغمة
- عقد الجواهر الاسفاط فی ملوک مصر و الفسطاط
- اتعاظ الحنفاء باخبار الائمة الفاطمیین الخلفاء
- الخبر عن البشر
- شارع النجاة
- الاوزان و الاکیال الشرعیة

## فرزندان
دخترش «مریم» به علم حدیث روی آورد. از ابراهیم بن اسحاق آمدی و شش تن دیگر از علما اجازهٔ نقل گرفت (دانش‌آموخته شد). در ربیع‌الثانی ۸۲۶ق در مکه درگذشت و قبرستان معلاة دفن شد.